# ハラビロトンボ
ハラビロトンボ（腹広蜻蛉、学名 Lyriothemis pachygastra ）は トンボ科ハラビロトンボ属のトンボの一種。

## 形態
成虫は体長31-39 mm程度の小型のトンボ。体長の割に腹部が極端に太く扁平で短いという独特の体形をしており、特に雌の腹部は極太である。幼虫は毛深いヤゴで、常に泥を多く付着させている。そのため他のトンボよりも乾燥に強いとされ、水が干上がってもある程度は泥の中で生存する能力を持つ。

## 生態
北海道南部から九州、朝鮮半島、中国大陸沿海部に分布する。成虫は日本の早いところでは4月下旬頃から羽化が始まり、遅いところでは9月頃まで見られる。平地の浅い池沼、湿地、休耕田などで羽化した成虫は、その周辺のやや背丈の低い草むらに移動し摂食活動を行う。羽化水域からあまり遠くまでは移動しない。
未熟なうちは雌雄とも全身が黄色を基調とした体色をしている。成熟するにつれて雄は全身が黒化したのち、腹部背面がシオカラトンボのように青白い粉を帯びるようになるが、雌は体色が全体的に黄色が濃くなる程度であるが、白っぽくなるものもある。また雄雌ともに顔面の額上部が青色の金属光沢を放つようになる。
成熟後、羽化水域に戻った雄は狭い縄張りを形成し、雌を見つけるとすぐに交尾する。交尾時間は数十秒と比較的短い。産卵は雌が単独で行う打水産卵で、抽水植物の陰に隠れるようにして行われる。産卵中は雄が少し上空をホバリングしながら雌を見守る。シオヤトンボとの異種間交尾が見られることがある。
なお本種の雄はシオカラトンボのように腹部に粉をふくが、分類上はシオカラトンボ属には含まれない。

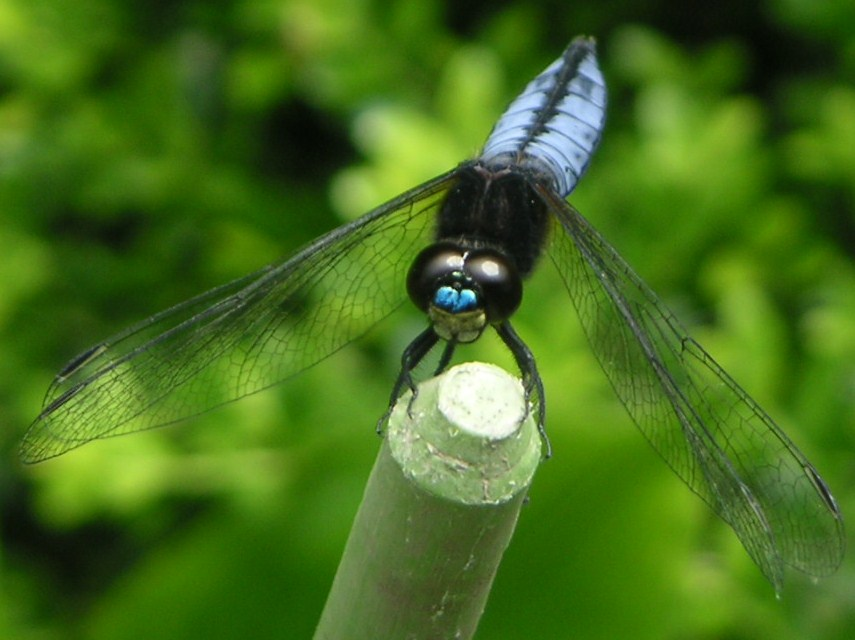
ハラビロトンボのオスの顔
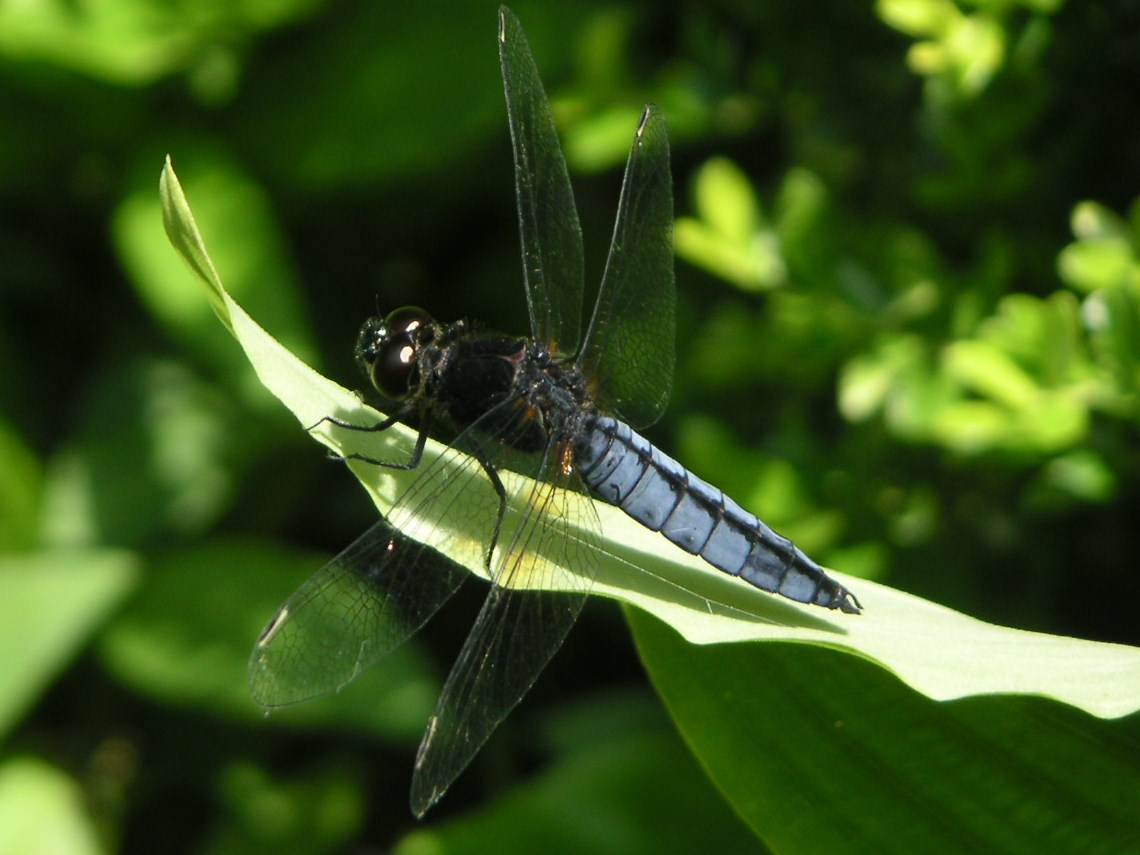
成熟したオス
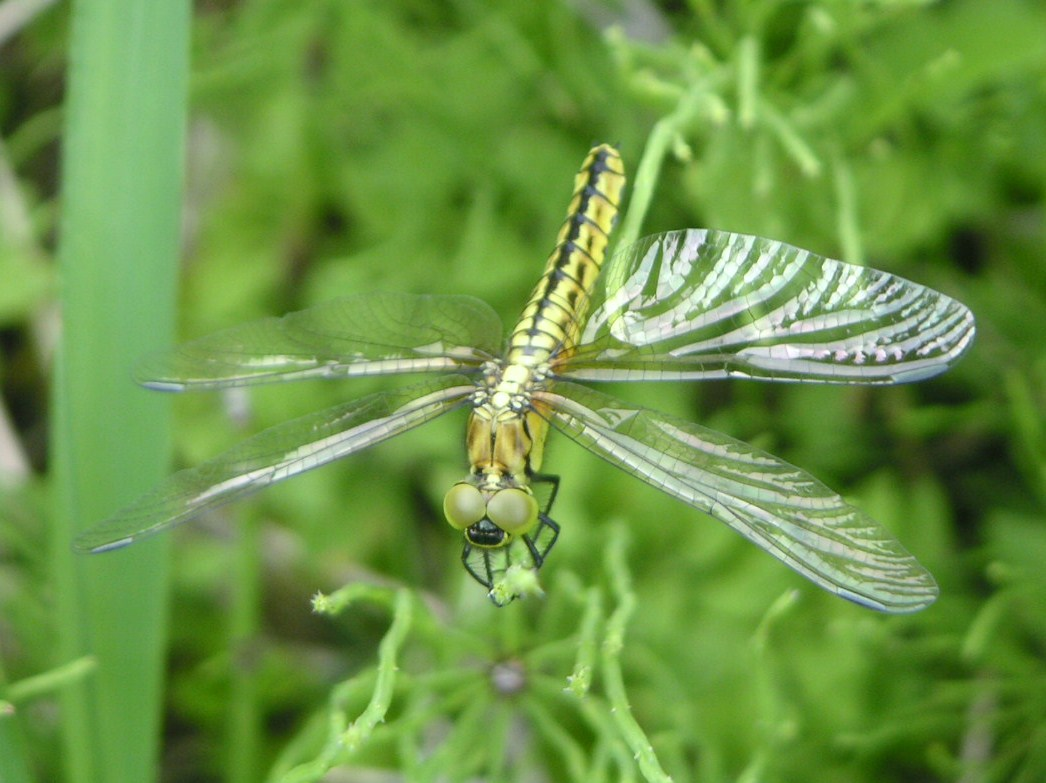
羽化後間もない未熟なメス

## 種の保全状況評価
国際自然保護連合（IUCN）により、軽度懸念（LC）の指定を受けている。
日本の北海道南部、本州、四国、九州、種子島に分布し、以下の都道府県でレッドリストの指定を受けている。
- 絶滅危惧種（En） - 北海道（環境省の絶滅危惧IB類相当）
- 重要保護生物 - 千葉県（環境省の絶滅危惧IB類相当）[6]
- 絶滅危惧II類 - 東京都区部、北多摩区（本土部、南多摩区、西多摩区は準絶滅危惧）
- 希少野生生物Cランク - 青森県（環境省の準絶滅危惧相当）[7]
- 要注意種 - 神奈川県
- 情報不足 - 富山県
- 分布特性上重要 - 鹿児島県

## 近縁種
日本にはハラビロトンボ属が3種分布する。
- オオハラビロトンボ Lyriothemis elegantissima
- キイロハラビロトンボ Lyriothemis tricolor Ris, 1916 - 西表島に分布する[8]。